# 大庭長九郎
大庭 長九郎（おおば ちょうくろう、1840年（天保11年6月）- 1909年（明治42年）11月15日）は、明治期の政治家、実業家。衆議院議員、貴族院多額納税者議員。諱・実次。

## 経歴
陸奥国栗原郡堀口村（宮城県栗原郡姫郷村、志波姫村字藤木、志波姫町を経て現栗原市）の農家に生まれる。金融業により一代で富を築いた。養蚕、製糸を奨励し地域の振興に尽力した。宮城商業銀行監査役、築館税務署営業税調査係顧問、日本赤十字社特別社員なども務めた。
1889年（明治22年）志波姫村長に就任。栗原郡会議員にも選出され、1890年（明治23年）宮城県会議員に就任した。
1894年（明治27年）3月、第3回衆議院議員総選挙に宮城県第四区から出馬して当選し、その後、第5回総選挙でも再選され衆議院議員を通算2期務めた。また、1908年（明治41年）補欠選挙で宮城県多額納税者として貴族院議員に互選され、同年10月2日から1909年（明治42年）7月19日まで在任した。